# Bezannes
Bezannes è un comune francese di 1 460 abitanti situato nel dipartimento della Marna nella regione del Grand Est.

## Società

### Evoluzione demografica
Abitanti censiti